# Renée Manning
Renée Manning (* 8. Februar 1955 in New York City) ist eine amerikanische Jazzmusikerin (Gesang, Komposition).

## Leben und Wirken
Manning wuchs in Brooklyn auf. Nach dem Besuch der New Yorker Music & Art High School arbeitete sie zunächst als klassischer Sopran; dann sang sie in verschiedenen Jazzlokalen wie im Mikells. Dort entdeckte sie 1983 Mel Lewis, der sie als Sängerin seines Mel Lewis Orchestra engagierte, dem sie bis 1989 angehörte. Außerdem trat sie in Spanien mit Carmen McRae auf; 1986 wurde eine Jamsession vom Estival Jazz in Lugano mit McCoy Tyner, Pharoah Sanders, Louis Hayes, Avery Sharpe und ihr vom Fernsehen übertragen. Im Folgejahr wurde auch ein Auftritt mit Dizzy Gillespie im Concertgebouw im Fernsehen gesendet. Auch gastierte sie mehrfach beim North Sea Jazz Festival.
1991 veröffentlichte sie mit dem Mel Lewis Orchestra ihr Album Uhm...uhm...uhmmm! Mit einer kleineren Besetzung erschien im selben Jahr ihr Album As Is, das auch bei Bellaphon veröffentlicht wurde. 2009 folgte ihre CD All Grown Up.
In der Brooklyn Academy of Music trat Manning in Lester Bowies Fantasia-Konzert und mit der MOBI Big Band auf. In der Town Hall war sie die Sängerin in Earl McIntyres Sketches for Dunbar, einem Stück, das er für ein 40-köpfiges Orchester und die Solisten Oliver Lake, Lester Bowie, John Stubblefield und David Langston Smyrl geschrieben hatte; mit McIntyre arbeitete sie auch in dem Projekt Unsung Heroes zusammen, zu dem sie auch eigene Werke beisteuerte. Als Solistin trat sie auch in zwei Konzerten des Century Of Change auf, wo sie frühen Blues, Ragtime und Spirituals interpretierte. Mit der George Gruntz Concert Jazz Band tourte sie 2001 in Europa (Global Excellence). George Gruntz holte sie zuvor bereits als Solistin für die Aufnahme seiner Oper Cosmopolitan Greetings (1993); in seiner Oper The Magic of a Flute war sie sowohl bei Premiere als auch 2003 bei der Aufnahme der NDR-Bigband (neben Mark Murphy und Lauren Newton) zu erleben. 
Weiterhin arbeitete Manning mit Chico O’Farrill und seinem Afro Cuban Orchestra, mit dem sie auch ihren Titel „Second Line Socca“ aufführte (Cuba: The Conversation Continues, 2015). Zudem trat sie mit der Mingus Big Band in den einschlägigen New Yorker Spielstätten auf und ist auch an deren Album The Charles Mingus Centennial Sessions (2022) beteiligt. Weiterhin sang sie mit dem Quintet of the Americas und ist auf Alben von Nat Adderley und David „Fathead“ Newman zu hören.